# 介護絆つながって生こか
『介護絆つながって生こか』（かいごきずなつながっていこか）は、2020年3月に公開された日本のドキュメンタリー映画。
厚生労働省推薦、文部科学省選定社会教育（教養）成人向き映画。2025年に迫る介護問題に着目。2015年から約3年間、地域包括ケアシステム構築に向けたフォーマルな介護から、ボランティアなどインフォーマルまで、幅広く介護に携わる人間に密着撮影。1000名近い関西の介護・医療関係者が出演。映画プロデューサーとして介護・医療従事者の岡崎和佳子と谷正義が映画プロデューサーに初挑戦で臨んだ。映画の後援企業として介護、福祉企業および三木秀夫法律事務所などが応援。
 。

## 概要
超高齢社会を楽しく生きるには？を探しに、監督葉七はなこが2年半旅に出る。底抜けに明るく、ボケ、ツッコミが飛び交う利用者と、支える介護スタッフの輝く姿を描く。介護・認知症・病気・障害と闘う高齢者の姿や、利用者に寄り添う介護職を知ってもらう目的で制作された。「デイサービスセンター」「訪問看護ステーション」「宅老所」「宿泊サービス付きデイサービスセンター」「リビングルーム入居施設」「町づくり」「単身高齢者を見守る地域ボランティア」「介護家族者の交流会」「介護関係者のセミナー」「福祉用具」などを撮影。

## 出演者
- 岡崎和佳子
- 西原民徹
- 洪東基
- 松下真太郎
- 西村洋三
- 武知子
- 武つなぐ
- 中谷喜則
- 弓場美幸
- 吉川愛子
- 濵崎勲
- 徳山幸一
- 谷正義
- 小濱正裕
- 外山努
- 外山禮子
- 橋口敏弘
- 福田雅季
- 大河原幸子
- 笠島香織
- 岡田佳美
- 伊佐昭代
- 五十嵐由佳
- 伊藤詠子
- 丸山孝顕
- 吉田奈美

## スタッフ
- 監督：葉七はなこ
- 監修：医療・介護・保健従事者が元気になる会、安田淳一
- エグゼクティブプロデューサー：佐藤美奈子
- プロデューサー：岡崎和佳子、谷正義
- 制作スタッフ：杉原康生、長谷川功一、ＴＲゴウデル、中西保、東川薫、吉田奈美
- 編集：葉七はなこ
- 編集協力：長谷川功一
- 撮影：葉七はなこ
- 撮影協力：木野吉晴、岩本健司、山田雄基、ＴＲゴウデル
- スチール撮影：中西保、東川薫、ＴＲゴウデル
- 構成協力:中村直子、谷正義
- 音楽担当：宮本純次、葉七はなこ
- 広報担当：医療・介護・保健従事者が元気になる会、塚本恵子、橋口敏弘、谷正義
- 上映委員会中部地方代表:塚本恵子
- 協賛：医療法人すみれ会今井クリニック、（株）スマイルライフシャンテ南吹田、（株）プログレス、（株）ジョインハーツ、はんな鍼灸院整骨院・コスモスシルバーサービス、こすもすカフェ、フリージア(株）、ありの実デイサービス、三浦喜世建築設計事務所
- 製作会社：介護絆つながって生こか製作委員会

## 音楽
主題歌
- 永遠につなぐ〜KIZUNA〜
作詞・作曲・歌：葉七はなこ、編曲・ピアノ：宮本純次

挿入歌
- 生きて生きて
岡田佳美、伊佐昭代　元気高齢者デュオI/O（アイオウ）

挿入曲
- めざめ〜愛の奇跡〜
ピアノ：井上千晴、フルート：安部公美子